# ハーバート・リスト
ハーバート・リスト（Herbert List、1903年10月7日-1975年4月4日）は、ドイツの写真家。ドイツ語風には、ヘルベルト・リスト。
リストは、ドイツの都市ハンブルクに生まれた。1930年代から1960年代前半にかけて活躍し、その後引退。シュルレアリスムの影響を受けた作品を多く残す。彼の写真作品について批評家ガーディアは、ヌードについても独創的な解釈をしており、優れたアマチュア写真家や、多くのプロ写真家と同様、彼の作品は多くの教訓を与えてくれると、フランスの新聞に評論を寄せた。
写真家として活動する前の段階で、アンドレアス・ファイニンガーと接点を持った。彼の作品には、ギリシャ（1930年代後半）やイタリア（1950年代）での屋外の作品も多い。ジョージ・ホイニンゲン＝ヒューンに誘われて、ハーパース・バザーの仕事にかかわったこともあった。
また、メイル・ヌードの分野では、ジョージ・プラット・ラインスとともに先駆的な仕事を残し（ただし、プラット・ラインスが屋内派なのに対して、リストはむしろ屋外派）、ブルース・ウェーバー（屋外派）はリストを高く評価している。
戦後には、ロバート・キャパを通じてマグナム・フォトとも接点を持った。リストは1975年にミュンヘンで修正

## 作品集
- Herbert List, The Monograph（2000年）